# Franklyn Ajaye
Franklyn Ajaye (Nueva York, 13 de mayo de 1949) es un actor y comediante estadounidense de ascendencia sierraleonesa. Lanzó una serie de álbumes de comedia a partir de 1973, y ha actuado en películas y programas de televisión desde la década de 1970 hasta el presente, entre los que destacan su papel principal en la comedia Car Wash de 1976, y un papel secundario en Convoy de Sam Peckinpah (1978).

## Biografía y carrera
Franklyn Ajaye Jr. nació en Brooklyn, Nueva York, pero fue criado en Los Ángeles por su padre sierraleonés (Franklin Ajaye Sr.) y su madre estadounidense (Quetta Curtis). Esto convierte a Ajaye, como a él le gusta bromear, en un "verdadero afroamericano". Él tiene un hermano. Ajaye asistió a la escuela secundaria Dorsey en Crenshaw.
Hasta la fecha, ha publicado un total de cinco álbumes de comedia: Franklyn Ajaye, Comedian (1973), I'm a Comedian, Seriously (1974), Don't Smoke Dope, Fry Your Hair (1977), Plaid Pants and Psychopaths (1986) y Vagabond Jazz & the Abstract Truth (2004). Estos dos últimos álbumes se grabaron en Sídney y Melbourne, en Australia.
Hizo su debut en The Flip Wilson Show en 1973, e hizo su primera aparición en The Tonight Show Starring Johnny Carson un año después. Ajaye emigró a Melbourne, Victoria, Australia en 1997, pero regresaba ocasionalmente a Estados Unidos para trabajar en televisión. Su última aparición en la televisión estadounidense fue en The Greenroom de Paul Provenza, emitido en Showtime en 2011. Es conocido en Australia por sus apariciones en The Panel y Thank God You're Here, y por sus populares espectáculos "Nothing But The Truth", "Talkin' Vagabond Jazz" y "Vagabond Jazz & The Abstract Truth" en el Festival Internacional de Comedia de Melbourne.
Ha trabajado como actor, apareciendo en películas como Sweet Revenge (1976), Car Wash (1976), Convoy (1978), Stir Crazy (1980), la versión de 1980 de The Jazz Singer, Hysterical (1982), Get Crazy (1983), Fraternity Vacation (1985), Hollywood Shuffle (1987), The Wrong Guys (1988), The 'Burbs (1989) y American Yakuza (1993). También apareció en un episodio de Barney Miller como el ladrón de coches de policía Wendell Frasier en 1976. Entre 2005 y 2006, participó en el programa de televisión Deadwood, como Samuel Fields, y repitió ese papel en Deadwood: The Movie de 2019. En 2011, Ajaye tuvo un papel pequeño pero memorable en el éxito de taquilla Bridesmaids, interpretando al padre de Lillian (interpretada por Maya Rudolph), y en 2013 interpretó al gurú de la gestión Marvin Hudsfield en la comedia australiana de ABC Utopia. Ha sido nominado dos veces a los premios Emmy por mejor guion en un programa de variedades o musical por In Living Color (1990) y Politically Incorrect (1997). Trabajó en la exitosa serie de comedia familiar creada y producida ejecutivamente por Robert Townsend, The Parent 'Hood (enero de 1995 - julio de 1999), actuando en dos capítulos de la serie y coproduciendo un capítulo.
Ajaye es el autor de Comic Insights: The Art of Standup Comedy (ISBN 978-1-879505-54-4), que contiene entrevistas con Jerry Seinfeld, Chris Rock, Bill Maher, Ellen DeGeneres y otros comediantes famosos que ofrecen valiosos consejos para los aspirantes a comediantes.

## Influencia
En su programa de televisión Stewart Lee's Comedy Vehicle, el comediante británico utilizó el LP de Ajaye I'm a Comedian, Seriously como base de su rutina diaria.

## Filmografía

### Películas
| Año  | Título               | Papel                               | Notas        |
| ---- | -------------------- | ----------------------------------- | ------------ |
| 1976 | Sweet Revenge        | Edmund                              |              |
| 1976 | Car Wash             | Fly                                 |              |
| 1978 | Convoy               | Mike "Spider Mike"                  |              |
| 1980 | Stir Crazy           | Hombre joven en el hospital         |              |
| 1980 | The Jazz Singer      | Bubba                               |              |
| 1980 | Hysterical           | Leroy                               |              |
| 1983 | Get Crazy            | Cool                                |              |
| 1985 | Fraternity Vacation  | Harry                               |              |
| 1987 | Hollywood Shuffle    | Socorrista #1                       |              |
| 1988 | The Wrong Guys       | Franklyn                            |              |
| 1989 | The 'Burbs           | Detective                           |              |
| 1993 | American Yakuza      | Sam                                 |              |
| 2001 | Brown Shoe Polish    | Propietario de una tienda de dulces | Cortometraje |
| 2002 | Queen of the Damned  | Hombre francés                      |              |
| 2011 | Bridesmaids          | Padre de Lillian                    |              |
| 2015 | Too Hip for the Room | Joe Papy                            |              |

### Televisión
| Año       | Título                                          | Papel                | Notas                                     |
| --------- | ----------------------------------------------- | -------------------- | ----------------------------------------- |
| 1975      | Barney Miller                                   | Wendell Frazier      | 1 episodio                                |
| 1977      | Saturday Night Live                             | Él mismo             | Anfitrión: Ray Charles                    |
| 1978      | The Bionic Woman                                | Benny                | 1 episodio                                |
| 1978      | Chico and the Man                               | Tony Rogers          | 1 episodio                                |
| 1980      | The Cheap Detective                             | Elvis                | Película de televisión                    |
| 1983      | The New Odd Couple                              | Henry                | 1 episodio                                |
| 1984      | Hot Flashes                                     | Walter Conkrite      | 5 episodios                               |
| 1987      | Glory Years                                     | Wilson               | Película de televisión                    |
| 1989      | 227                                             | Pintor               | 1 episodio                                |
| 1992      | The New WKRP in Cincinnati                      | Reggie               | 1 episodio                                |
| 1992      | Disney's Goof Troop                             | (voz)                | 1 episodio; acreditado como Frankin Ajaye |
| 1997      | Happily Ever After: Fairy Tales for Every Child | Sporty el Gato (voz) | Episodio: "Pinocchio"                     |
| 1997      | Frontline                                       | Franklyn Ajaye       | 1 episodio                                |
| 2003      | Pirate Island                                   | Cinco Especias       | 26 episodios                              |
| 2005-2006 | Deadwood                                        | Samuel Fields        | 11 episodios                              |
| 2014      | Utopia                                          | Marvin Hudfield      | 1 episodio                                |
| 2019      | Deadwood: The Movie                             | Samuel Fields        | Película de televisión                    |